# Bullenbeisser
Bullenbeisser es una raza canina extinta originaria de Alemania. Se considera la procreadora de grandes razas caninas y se conocen bajo el nombre de Generación Bullenbeisser.
Conocidos por ser buenos cazadores, fueron perros de tipo moloso de pelaje corto y color atigrado; su cabeza presentaba prognatismo, poseían gran musculatura y una mandíbula ancha y fuerte para morder. Su crianza antes estaba controlada por los cazadores.
La raza presentaba dos variedades: La Brabanter Bärenbeißer (mordedor de osos) y la Danziger Bullenbeisser (mordedor de toros).
A esta raza también se la conocía como pequeño Brabante o Bulldog Alemán. Conocidos por su fortaleza y agilidad, su extinción se debió al mestizaje y no fue causada por decadencia de la raza.

## Historia
Desde la época de los asirios, más de 2000 años a. C., existía un tipo de perro con cabeza grande y poderosa, que eran usados para la guerra. Muchos siglos después se les dio el nombre de molosoides a los perros de ese tipo, tomado de la ciudad de Molossis, en Epiro, lo que hoy es Albania.
Esta raza se expandió por toda Europa por las migraciones de los celtas y germanos a lugares como Alemania, Francia, España e Inglaterra y se convirtieron en los ancestros del gran Bullenbeisser (mordedor de toros). Este era un perro potente de carácter fuerte que utilizaban los germanos para la cacería de los uros (toros salvajes de la región de Ucrania), el bullenbeisser era un perro de pelea, guardia y pastoreo.
Poco a poco los cazadores alemanes tenían cada uno el bullenbeisser como ayudante, dependiendo del tipo de pieza que cazaban se les llamó Cannis ursiturus (perros de oso) y Cannis porcatoris (perros de jabalí), debido a la diseminación de los perros de pelea, en los siglos XII al XIV, una práctica que se popularizó en Europa. 
El término "dogge" se utilizaba para llamar a los perros de cuerpo fuerte, pelo corto, cabeza grande, mandíbulas poderosas y un labio superior en forma de triángulo y caído. Los dogge de todos los países de Europa dieron por su tamaño durante la Edad Media origen a dos tipos de perros bullenbeisser, el Danzig de talla grande y el Brabante, de menor tamaño y que se usaba sobre todo como perro de agarre durante las cacerías de piezas mayores; Actuaban atacando a las presas por detrás y las sostenían de tal manera que estas no les infringieran daño y así permitían al cazador dar muerte a la presa. Para poder realizar esta tarea, el perro debía tener en lo posible un hocico ancho con una alineación amplia de dientes que le permitiera tener una mordida fuerte para sujetar la presa. Esto los hizo muy valiosos y así fue como se empezaron a criar en forma sistemática.
De estos Bullenbeisser de Brabante surge el Bóxer, en un área al noroeste de Bélgica. A estos perros se les cortaban las orejas y la cola cuando eran pequeños pues se les utilizó también como perros de pelea.
En el siglo XVIII los grandes señores ya no practicaban las cacerías de osos y jabalíes y los Brabantes ya no vivían en los castillos; además que las cortes alemanas donde se criaba al Bullenbeisser fueron afectadas durante las Guerras Napoleónicas y se acabaron las rehalas de perros para ese fin. Fue así como estos perros por su gran inteligencia y temperamento pasan a vivir como perros de familia y guardianes en las casas del pueblo, en haciendas, ranchos ganaderos, comercios de ganado y carnicerías.
A finales del siglo XIX por el año 1820 criadores en Alemania se hicieron cargo y fijaron los lineamientos para la crianza del Bóxer que enriquecieron con el aporte genético de razas parecidas, muy especialmente del Bulldog inglés (del tipo antiguo, más parecido a un bóxer pesado que a un Bulldog inglés moderno).
En 1895 se encuentran en Múnich, capital de Baviera, Elard König, Rudolf Hogner y Friedrich Roberth con la finalidad de crear el moderno bóxer alemán.

## Creación de razas
Antiguamente se buscaba a un perro que cumpliera con estas características: fuerte, de protección y de compañía. Sobre la base de esto, a finales del año 1870 Friedich Roberth junto con otros criadores alemanes Konig y Hopner comenzaron a tener interés en este tipo de perro para procrear una nueva generación de Bullenbeisser, cruzando a 30 de estos Bullenbeissers con perros Bulldogs traídos de islas británicas. La composición de sangre fue 50/50 en ese entonces, sin embargo, los propietarios alemanes comenzaron a cruzarlo con todo tipo de raza Bulldog y bóxer en ese entonces, dando como resultado razas de perros indistinguibles en medio de la Segunda Guerra Mundial.
Actualmente el bullenbeisser es representado por el Dogo argentino y el Alano español, no solo en aspecto sino también en su uso.
Otra raza de origen sudafricana es el boerboel, por una mezcla entre el Bullmastiff, el Gran Danés y el Bullenbeisser.
Se consideran la nueva generación de esta raza extinta.

## Curiosidades
- Actualmente el descendiente del bullenbeisser, el bóxer, es una de las razas más famosas del mundo.
- El pitbull terrier americano junto con el dogo argentino tienen la mala fama de ser considerados unos de los perros más agresivos del siglo XXI.
- Según la Federación Cinológica Internacional, el gran danés es considerado «Apolo entre todas las razas».
- Anteriormente el alano español estuvo a punto de extinguirse en la década de los 80 del siglo XX.
- El Boerboel se ha comparado con el pitbull, ya que tienen el mismo carácter y fuerza.